# Distretto di Taşova
Il distretto di Taşova (in turco Taşova ilçesi) è uno dei distretti della provincia di Amasya, in Turchia.